# Nikolas Polster
Nikolas Polster (* 7. Juli 2002) ist ein österreichischer Fußballtorwart.

## Karriere

### Verein
Polster begann seine Karriere beim SK Rapid Wien, bei dem er ab der Saison 2016/17 auch sämtliche Altersstufen in der Akademie durchlief. Im Oktober 2018 debütierte er für die Amateure von Rapid in der Regionalliga. Dies blieb sein einziger Einsatz in der Saison 2018/19. In der abgebrochenen Saison 2019/20 kam er nicht zum Einsatz, mit den Rapid-Amateuren stieg er zu Saisonende in die 2. Liga auf.
Zur Saison 2020/21 wechselte Polster zum LASK, bei dem er einen bis Juni 2023 laufenden Vertrag erhielt. Beim LASK sollte er zunächst aber für das zweitklassige Farmteam FC Juniors OÖ spielen. Sein Debüt in der zweithöchsten Spielklasse gab er im September 2020, als er am zweiten Spieltag gegen Rapid II in der Startelf stand. Zur Saison 2021/22 rückte er schließlich in den Profikader des LASK. Er spielte allerdings weiterhin ausschließlich für die Juniors, bis zu deren Zweitligarückzug er 25 Mal eingesetzt wurde.
Nachdem er anschließend bis zur Winterpause 2022/23 nur in der Regionalliga zum Einsatz gekommen war, wurde er im Jänner 2023 an den Zweitligisten SK Vorwärts Steyr auf Kooperationsbasis verliehen. Für Steyr kam er bis Saisonende 14 Mal in der 2. Liga zum Einsatz, aus der er mit dem Team aber abstieg. Im Juli 2023 wurde er als Kooperationsspieler wiederum an den Zweitligisten SV Horn verliehen. Für Horn kam er zu 26 Zweitligaeinsätzen.
Zur Saison 2024/25 kehrte Polster nicht mehr zum LASK zurück, er wechselte fest zum Ligakonkurrenten Wolfsberger AC, bei dem er einen bis 2027 laufenden Vertrag erhielt.

### Nationalmannschaft
Polster spielte im April 2017 erstmals für eine österreichische Jugendnationalauswahl. Im September 2018 debütierte er gegen Belgien für die österreichische U-17-Auswahl. Mit dieser nahm er 2019 auch an der EM teil. Bei dieser kam er zu zwei Einsätzen, mit Österreich schied er jedoch punktelos als Letzter der Gruppe D in der Vorrunde aus.
Im September 2019 spielte er gegen Irland erstmals für das U-18-Team. Im September 2022 gab er gegen Montenegro sein Debüt für die U-21-Auswahl.
Im Mai 2025 wurde er erstmals in den Kader der A-Nationalmannschaft berufen.

## Erfolge
- Österreichischer Cupsieger: 2025